# 清真永寿寺
清真永寿寺，也称三里河清真寺:381，位于中国北京市西城区三里河前巷1号，是一座伊斯兰教清真寺。

## 历史
该寺始建于明朝万历三十三年（1605年），依托三里河当地已颇具规模的回民公墓而建，清朝康熙四十三年（1704年）重修。
1951年，为建设“四部一会”（一机部、二机部、重工业部、财政部和国家计划委员会）办公区，西城区成立由回民知名人士、阿訇、乡老组成的“北京回民迁坟委员会”，北京市民政局、房管局和即将在三里河建设办公楼的“四部一会”组成迁坟工作组，1952年开始三里河回民迁坟的准备工作，后来大部分回民墓地迁葬至西北旺回民公墓:381。
该清真寺约1958年撤销，1987年复设，修缮后于1990年8月开放:382，现在该寺仍为穆斯林礼拜场所。

## 建筑
该寺坐西朝东，寺门石额上题有“清真礼拜永寿寺”，寺外原有石桥。现在该寺仅存大殿、南北讲堂等建筑，一进院和正门因修建南侧的民族宾馆而被拆除，拜殿正南紧靠南讲堂处为后期增建的男女沐浴室。